# Мельцер, Мэрлин

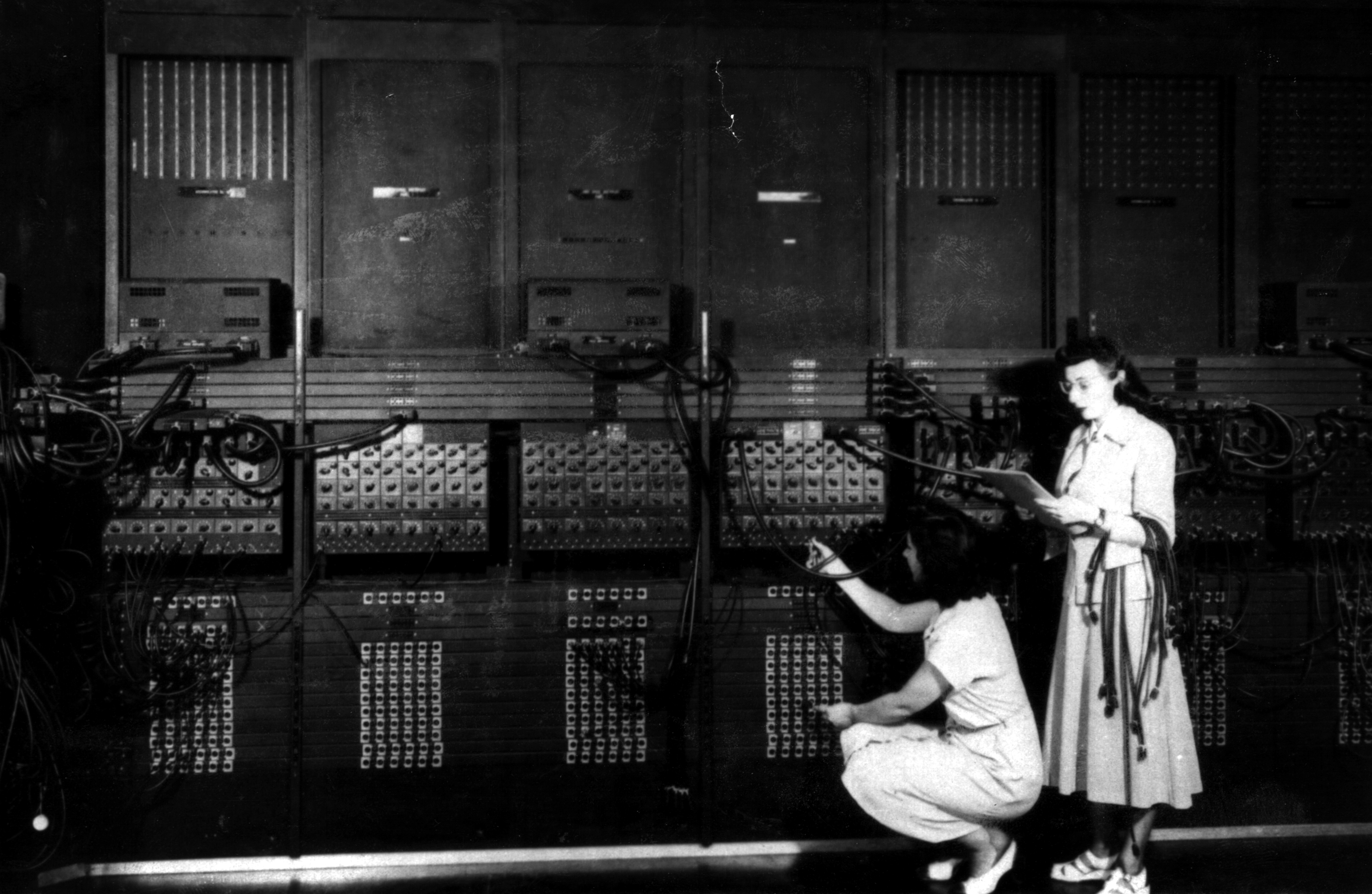
Перепрограммирование ЭНИАКа. На корточках — Рут Лихтерман, стоит — Мэрлин Уэскофф. Фото 1946 года

Мэ́рлин Ме́льцер (англ. Marlyn Meltzer; 1922, Филадельфия, Пенсильвания — 7 декабря 2008, Ярдли, Пенсильвания) — американская программистка, одна из шести первых программисток ЭНИАКа — первого в мире электронного цифрового вычислителя общего назначения, который можно было перепрограммировать для решения широкого спектра задач. Другие пять девушек — Рут Лихтерман, Кэтлин Райта Макналти, Бетти Джин Дженнингс, Франсис Элизабет Снайдер и Франсис Билас.

## Биография
Мэрлин Уэскофф (имя при рождении) родилась в 1921 или 1922 году в Филадельфии (штат Пенсильвания). В 1942 году окончила Университет Темпл. В том же году была принята на работу в Электротехническую школу Мура для выполнения погодных вычислений, так как она блестяще работала на суммирующей машине. В следующем году Мэрлин перевели в гораздо более серьёзный отдел, занимающийся вычислением баллистических траекторий (в то время Вторая мировая война была в разгаре). В 1945 году Мэрлин и ещё пять девушек были отобраны в группу первых программистов только что созданного ЭНИАКа — первого в мире электронного цифрового вычислителя общего назначения, который можно было перепрограммировать для решения широкого спектра задач.
ЭНИАК представлял собой огромную машину массой около 30 тонн, занимающую площадь 167 м². Он имел 17 468 ламп, 7200 кремниевых диодов, 1500 реле, 70 000 резисторов, 10 000 конденсаторов и около 5 000 000 спаянных вручную соединений. Компьютер потреблял более 150 киловатт электрической мощности и поэтому в Филадельфии многие считали, что каждое отключение электричества в городе связано исключительно с тем, что включали ЭНИАК.
Мужчины-инженеры, создавшие эту машину, моментально стали всемирно известны, а вот о первых девушках — программистках ЭНИАКа почти никто ничего не знал даже в то время, а с течением времени их имена практически исчезли со страниц истории компьютерной техники.
В 1947 году Мэрлин покинула группу программистов в связи с замужеством. Выйдя замуж за доктора Филипа Мельцера, она стала Мэрлин Мельцер. После она занималась волонтёрской работой в библиотеке, воскресной школе, в службе доставки продуктов на дом. За четыре последних года жизни Мэрлин связала для организации Susan G. Komen for the Cure около 500 шапочек для женщин, лишившихся волос в результате химиотерапии.
Мэрлин Мельцер скончалась 7 декабря 2008 года в городке Ярдли (штат Пенсильвания), где жила с мужем постоянно с 1957 года. На момент смерти у Мельцер здравствовали сын Хью, дочь Джой и трое внуков и внучек.

## Память и признание
- В 1996 году вышла книга «Женщины ЭНИАКа».
- В 1997 году Мэрлин Мельцер и пять её коллег-девушек были включены в Зал славы международной организации Women in Technology International[англ.][6][7].
- В 2010 году на экраны вышел американский документальный фильм «Совершенно секретные красавицы: Женщины-вычислители Второй мировой войны[англ.]».